# Piranha 2 3D
Pour les articles homonymes, voir Piranha (homonymie).
 (août 2011).
Si vous disposez d'ouvrages ou d'articles de référence ou si vous connaissez des sites web de qualité traitant du thème abordé ici, merci de compléter l'article en donnant les références utiles à sa vérifiabilité et en les liant à la section « Notes et références ».
Série Piranha
Piranha 3D
(2010)
Pour plus de détails, voir Fiche technique et Distribution.
Piranha 2 3D (Piranha 3DD) est une comédie horrifique américaine en 3D réalisée par John Gulager et sortie en 2012. Il s'agit de la suite directe du film Piranha 3D d'Alexandre Aja sorti en 2010. C'est le 5e opus de la série de films Piranha.

## Synopsis
La studieuse Maddy revient pour l'été afin de travailler au Big Wet, le parc d'attraction aquatique qu'elle dirige avec son beau-père, Chet. Ce dernier a donné naissance à une piscine pour adultes et a même osé remplacer les sauveteurs par des strip-teaseuses. Chet voit cela comme quelque chose qui pourrait leur rapporter gros, et aussi comme une véritable idée de génie. Bien évidemment, Maddy ne l'entend pas de cette oreille : ce parc est vraiment tout pour elle, et elle ne supporte pas la nouvelle image de celui-ci. Mais le pire reste à venir : Chet s'est mis à alimenter le parc avec l'eau d'un puits qu'il a creusé, qui mène jusqu'à un lac souterrain… Bien sûr, il ignore que ce lac abrite des piranhas préhistoriques. Alors que des disparitions se multiplient au lac voisin, Maddy pense que la cause de tout ça serait bien le retour des piranhas préhistoriques, qui ont sorti les crocs l'année dernière, au lac Victoria, dont les spring breakers ont été le festin. Aidée de ses amis Barry et Kyle, Maddy va mener une enquête qui confirmera bien ce qu'elle pensait.
Le parc ouvrira ses portes le lendemain, et Maddy tentera en vain de convaincre Chet de le fermer. Les piranhas s'infiltreront dans les canalisations, se retrouveront dans les piscines et savoureront leur nouveau repas. Maddy pourra-t-elle encore faire quelque chose sans finir dans l'estomac des puissants poissons ?

## Fiche technique
- Titre original : Piranha 3DD
- Titre français : Piranha 2 3D
- Réalisation : John Gulager
- Scénario : Marcus Dunstan, Patrick Melton et Joel Soisson, d'après les personnages créés par Pete Goldfinger et Josh Stolberg
- Musique : Elia Cmiral
- Direction artistique : Ermanno Di Febo-Orsini
- Photographie : Alexandre Lehmann
- Montage : Martin Bernfeld et Devin C. Lussier
- Production : Mark Canton, Pete Goldfinger et Joel Soisson
- Sociétés de production : Dimension Films et Mark Canton Productions
- Société de distribution : Dimension Films
- Budget : 5 000 000 dollars[réf. nécessaire]
- Pays de production :  États-Unis
- Langue originale : anglais
- Format : couleur - 1.85 : 1 - Dolby numérique - 35 mm
- Genre : comédie horrifique
- Durée : 83 minutes
- Dates de sortie :
  - États-Unis : 1er juin 2012
  - France : 6 août 2014 (en DVD et Blu-ray)
- Classification : interdit aux moins de 12 ans en DVD et Blu-Ray et aux moins de 16 ans à la télévision.

## Distribution
- Danielle Panabaker (VF : Caroline Pascal ; VQ : Geneviève Déry) : Maddy
- Matt Bush (en) (VF : Stanislas Forlani ; VQ : Gabriel Lessard) : Barry
- Katrina Bowden (VQ : Émilie Bibeau) : Shelby
- Jean-Luc Bilodeau (VQ : Xavier Dolan) : Josh
- David Koechner (VF : Gérard Darier ; VQ : Sylvain Hétu) : Chet
- Chris Zylka (VF : Yoann Sover ; VQ : Frédéric Millaire-Zouvi) : l'officier Kyle
- Adrian Martinez : Big Dave
- Paul James Jordan : Travis
- Meagan Tandy (VF : Anne Tilloy ; VQ : Catherine Bonneau) : Ashley
- David Hasselhoff (VF : Michel Voletti ; VQ : Daniel Picard) : lui-même
- Christopher Lloyd (VF : Pierre Hatet ; VQ : Yves Massicotte) : Carl Goodman
- Paul Scheer (VF : Cédric Dumond ; VQ : Hugolin Chevrette) : Andrew « Drew » Cunningham
- Gary Busey : Clayton
- Clu Gulager : Mo
- Sierra Fisk : Bethany, la maîtresse nageuse
- Ving Rhames (VF : Saïd Amadis ; VQ : Manuel Tadros) : le shérif Fallon
- Tabitha Taylor : la fille à forte poitrine

Source et légende : Version française (V. F.) sur RS Doublage et Version québécoise (V. Q.) sur Doublage Québec